# Akumenos
Akumenos (altgriechisch Ἀκουμενός Akumenós oder Akoumenós, auch Ak(o)umenos von Athen genannt; * um 480/470 v. Chr.; † nach 415 v. Chr.) war ein Arzt in Athen. Er lebte im 5. Jahrhundert v. Chr. und gehörte zum Freundeskreis des Philosophen Sokrates.
Über die Herkunft des Akumenos ist nichts bekannt. Er wurde vermutlich in den siebziger Jahren des 5. Jahrhunderts v. Chr. geboren, war also etwas älter als Sokrates. Er hatte einen Sohn namens Eryximachos, der ebenfalls Arzt war. In Platons Dialog Symposion („Das Gastmahl“) ist Eryximachos einer der Teilnehmer des Gastmahls und hält eine Rede. Dort lässt Platon die beiden Ärzte von Alkibiades loben; Alkibiades nennt Eryximachos „bester Sohn des besten und verständigsten Vaters“.
In Dialogen Platons kommt Akumenos mehrfach vor. Er ist dort aber kein Gesprächspartner, sondern wird nur erwähnt. Ein gemeinsamer Freund von Sokrates und Akumenos war Phaidros von Myrrhinous, die Titelfigur von Platons Dialog Phaidros. Platon lässt in diesem Werk Phaidros berichten, Akumenos habe ihm den Rat erteilt, Spaziergänge auf Wegen außerhalb der Stadt zu unternehmen, denn das sei weniger ermüdend als das Umhergehen in den Wandelhallen. Sokrates habe dieser Ansicht zugestimmt. Nach Platons Darstellung hielt Sokrates Akumenos und Eryximachos für kompetente Ärzte. Der Geschichtsschreiber Xenophon überliefert eine Anekdote, der zufolge Sokrates mit Berufung auf Akumenos einem Appetitlosen riet zu fasten.
Im Jahr 415 wurden Akumenos und Phaidros zusammen mit einer Anzahl weiterer Personen des Religionsfrevels beschuldigt. Die Anzeige gegen Akumenos kam von einem Sklaven namens Lydos. Lydos behauptete, im Hause des Pherekles, seines Herrn, seien Mysterien gefeiert worden, das heißt, die Mysterien von Eleusis seien dort parodiert worden und Akumenos sei unter den Anwesenden gewesen. Akumenos wartete ein Gerichtsverfahren nicht ab, sondern floh ins Exil. Auch Phaidros entschied sich für die Flucht. Die Geflohenen wurden in Abwesenheit für schuldig erklärt, ihr Besitz wurde konfisziert. Dass ein damals wegen eines anderen Religionsfrevels, des „Hermenfrevels“, denunzierter Eryximachos mit dem Sohn des Akumenos identisch ist, ist wahrscheinlich, aber nicht sicher.
In einem Gerichtsverfahren, das im Jahr 400 in Athen stattfand, wurde ein Neffe des Akumenos namens Alexippos als Zeuge für die Umstände, die zur Flucht seines Onkels geführt hatten, benannt. Daraus lässt sich folgern, dass Akumenos damals entweder bereits verstorben oder weiterhin im Exil war, da er anderenfalls selbst hätte aussagen können.